# Leioproctus missionica
Leioproctus missionica är en biart som först beskrevs av Dmitriy Alekseevich Ogloblin 1948.  Leioproctus missionica ingår i släktet Leioproctus och familjen korttungebin. Inga underarter finns listade i Catalogue of Life.